# Aulacoserica zumpti
Aulacoserica zumpti är en skalbaggsart som beskrevs av Frey 1968. Aulacoserica zumpti ingår i släktet Aulacoserica och familjen Melolonthidae. Inga underarter finns listade.